# 金相進
金 相進（キム・サンジン、1993年6月11日 - ）は、韓国出身のラグビー選手。

## プロフィール
- ポジションはロック(LO)。
- 身長 195 cm、体重 120 kg
- ニックネームはサンジン。
- 韓国代表に選ばれたことがある[1]。

## 来歴
慶熙高校、慶熙大学、尚武を経て、2019年、NTTドコモレッドハリケーンズに加入。
2020年、NTTドコモレッドハリケーンズを退団した。